# Truncatella guerinii
Truncatella guerinii es una especie de molusco gasterópodo de la familia Truncatellidae en el orden de los Mesogastropoda.

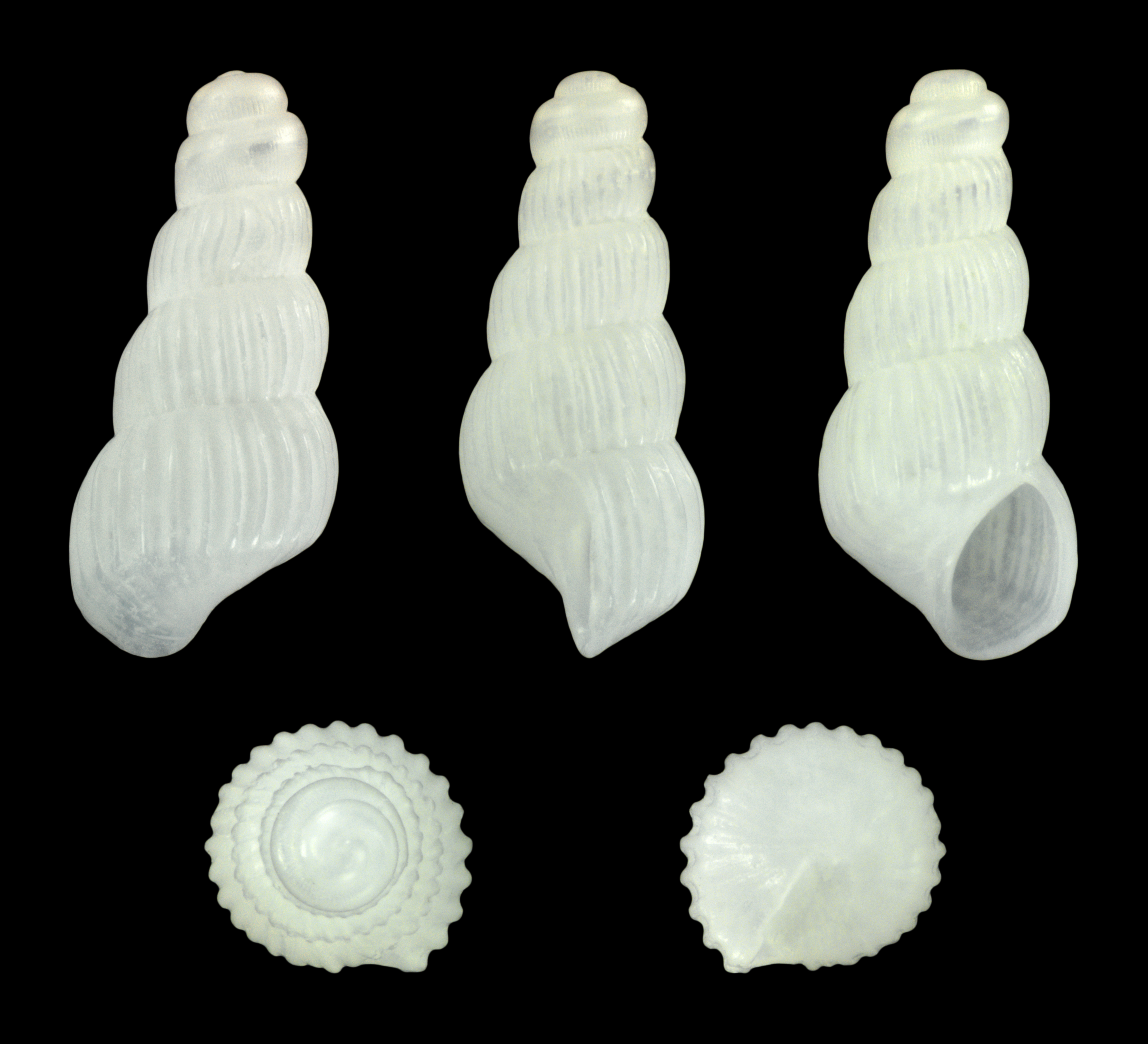
Juvenil

## Distribución geográfica
Es endémica del Japón.  